# Lampanyctus nobilis
Lampanyctus nobilis és una espècie de peix de la família dels mictòfids i de l'ordre dels mictofiformes.

## Morfologia
- Els mascles poden assolir 12,4 cm de longitud total.
- Nombre de vèrtebres: 37-39.[3][4]

## Reproducció
És sexualment madur quan assoleix 11,2 cm de longitud.

## Alimentació
És ovípar amb larves i ous planctònics.

## Depredadors
A les Filipines és depredat per Lagenodelphis hosei i Stenella longirostris.

## Hàbitat
És un peix marí i d'aigües profundes que viu entre 100-1.000 m de fondària.

## Distribució geogràfica
Es troba a l'Atlàntic oriental (des de Mauritània fins a Angola), l'Atlàntic occidental, l'Índic (10°S-18°S), el Pacífic occidental (Japó, Taiwan, Austràlia i Nova Zelanda), el Pacífic oriental central i el Mar de la Xina Meridional.